# Торжковская улица
Торжко́вская у́лица — улица в Приморском районе Санкт-Петербурга, проходящая параллельно Ланскому шоссе от Чернореченского моста через Чёрную речку до Сердобольской улицы, вливаясь в последнюю под острым углом.

## Общие сведения
Была проложена в 1903 году по местности, в то время находившейся под огородами, получив своё название по городу Торжку. Близлежащие улицы тогда также были наименованы по городам Тверской губернии: здесь проходили Осташковская, Зубцовская, Кимрская, Бежецкая, Ржевская улицы. Причём в названии была допущена ошибка и хотя её обнаружили, но исправлять не стали.
В 1903—1964 годах улица начиналась от пересечения Старицкой (ныне Новосибирской) улицы и Языкова переулка (ныне Белоостровской улицы). Улица тогда не имела современного транспортного значения, основной являлась параллельная Сердобольская улица, по которой ходила конка. По состоянию на 1925 год была застроена только южная (чётная) сторона улицы, на месте современного Торжковского рынка и окружающей застройки находился пустырь.
В 1933 году улица становится межрайонной транспортной магистралью, по ней проложена линия трамвая первого маршрута с единственной остановкой в том месте, где сейчас находится перекрёсток с Белоостровской улицей.
В 1961 году между первым и вторым корпусами дома № 24 был построен экспериментальный пластмассовый дом (простоял несколько лет).
В 1964 году, при перепланировке этой части города в ходе массового жилищного строительства, магистраль была продолжена до Чёрной речки, при этом в неё вошла часть Белоостровской улицы.
На улице расположены:
- Торжковский рынок
- гостиница «Выборгская»

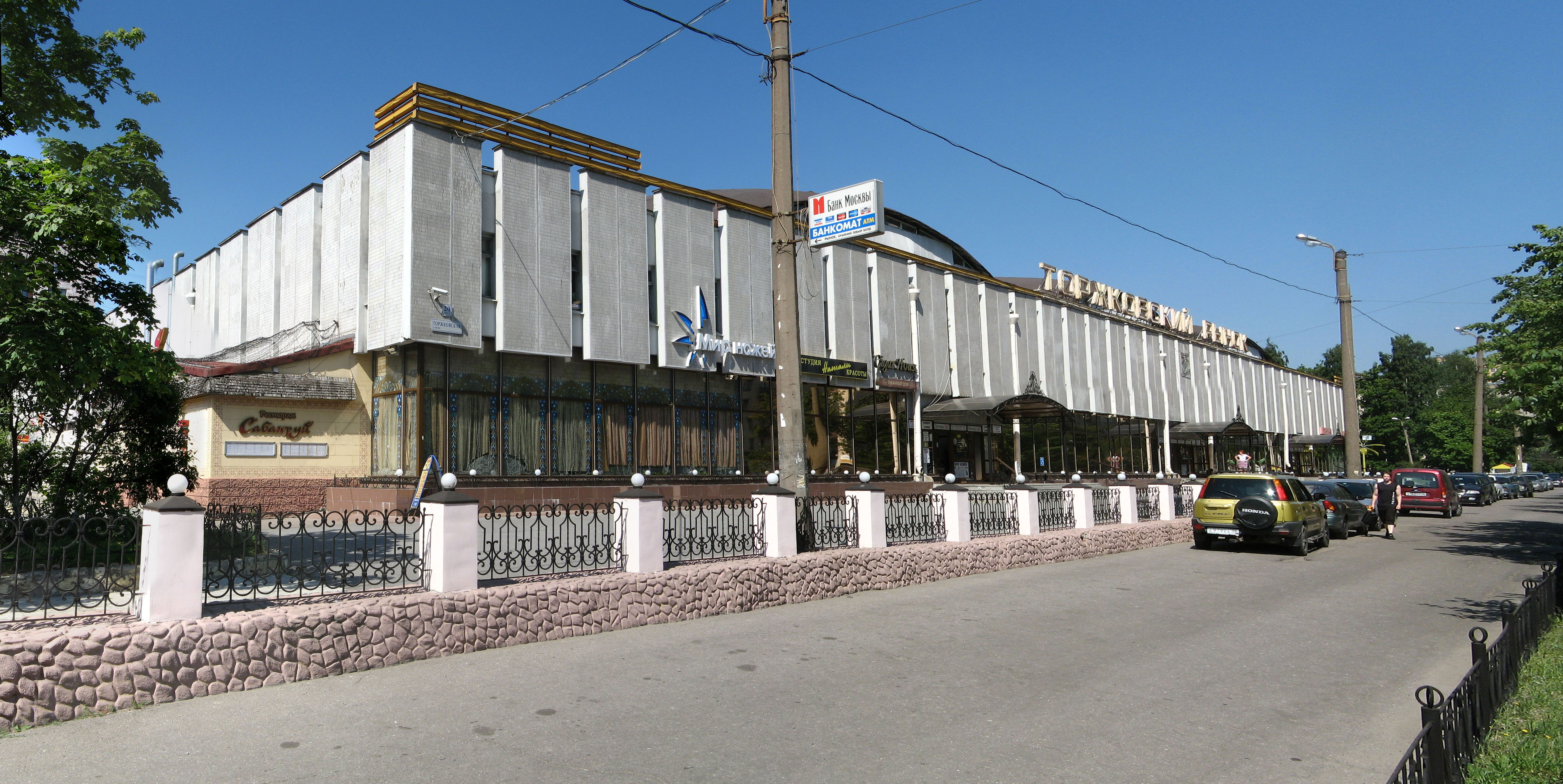
Торжковский рынок

В доме № 32 жил артист Павел Луспекаев.

## Транспорт
Автобусы: № 1, 25, 33, 46, 79, 94, 98, 122, 137, 250, 267.
Троллейбусы: № 6, 34.
Трамваи: № 21, 40, 48.

## Пересечения
- Белоостровская улица
- Набережная Чёрной речки
- Новосибирская улица
- Омская улица
- Сердобольская улица